# Simulium konakovi
Simulium konakovi är en tvåvingeart som beskrevs av Rubtsov 1956. Simulium konakovi ingår i släktet Simulium och familjen knott. Inga underarter finns listade i Catalogue of Life.